# 신지훈 (배우)
신지훈(1988년 4월 28일 ~ )은 대한민국의 배우이다.

## 학력
- 중앙대학교 연극영화학과

## 연기 활동

### 드라마
- 2014년 SBS 드라마스페셜 《피노키오》 ... 배우 역
- 2015년 TV캐스트 웹드라마 《달콤청춘》 ... 태준 역
- 2016년 KBS1 저녁 일일연속극 《별난가족》 ... 설동탁 역
- 2019년 MBC 수목 미니시리즈 《하자있는 인간들》 ... 박석민 역
- 2020년 KBS2 월화 미니시리즈 《암행어사: 조선비밀수사단》 ... 최도관 역
- 2023년 SBS 월화 미니시리즈 《꽃선비 열애사》
- 2023년 채널 A 월화 미니시리즈 《가면의 여왕》 ... 차레오 역

### 예능
- 2022년 SBS 플러스 《오픈런》 (출연)

### 영화
- 2015년 영화 《어떤이의 꿈》 ... 지훈 역
- 2017년 영화 《우리들의 일기》 ... 김현수 역
- 2021년 영화 《간이역》 ... 석진 역
- 2025년 영화 《해피! 해피!》 ... 정수 역

### 뮤지컬
- 《스타라이트》